# Yponomeuta diaphorus
Yponomeuta diaphorus is een vlinder uit de familie van de stippelmotten (Yponomeutidae). De wetenschappelijke naam van de soort werd in 1907 gepubliceerd door Thomas de Grey Walsingham.